# Peabody Award
De George Foster Peabody Awards, beter bekend als de Peabody Awards, zijn Amerikaanse mediaprijzen die jaarlijks worden uitgereikt ter beloning van uitmuntende prestaties op het gebied van radio en televisie. Ze worden doorgaans beschouwd als de meest prestigieuze prijzen voor televisie- en radiojournalistiek, documentaires, educatieve programma's, kinderprogramma's en amusement. Hoewel de prijzen Amerikaans-georiënteerd zijn, worden ook internationale (voornamelijk Engelstalige) producties bekroond.
Ze werden voor het eerst uitgereikt in 1941 en behoren daarmee tot de oudste prijzen voor elektronische media. De prijzen worden uitgereikt door het Henry W. Grady College of Journalism and Mass Communication van de University of Georgia. De prijzen zijn vernoemd naar zakenman en filantroop George Foster Peabody. Hij doneerde de fondsen waarmee de prijzen konden worden ingesteld. Oorspronkelijk waren de Peabody Awards uitsluitend voor radioproducties. In 1948 werden er televisieprijzen aan toegevoegd en eind twintigste eeuw zijn er categorieën voor internetproducties geïntroduceerd.